# Československá basketbalová liga 1961/1962
1. basketbalová liga 1961/1962 byla v Československu nejvyšší ligovou basketbalovou soutěží mužů, v ročníku 1. ligy hrálo 14 družstev, tedy došlo k rozšířené ligy o dva účastníky. Spartak ZJŠ Brno získal titul mistra Československa, Iskra Svit skončila na 2. místě a Spartak Praha Sokolovo na 3. místě. Ze čtyř nováčků ligovou účast zachránili dva a to Spartak Tesla Žižkov a Lokomotíva Prievidza, sestoupili Lokomotíva Karlovy Vary, Slavia VŠ Brno a Slovan Bratislava.
Konečné pořadí:
1. Spartak Brno ZJŠ (mistr Československa 1962) – 2. Iskra Svit  – 3. Spartak Sokolovo Praha – 4. Slovan Orbis Praha – 5. Slavia VŠ Praha  – 6.  NHKG Ostrava – 7. Slávia Bratislava – 8. Spartak Tesla Žižkov – 9. Dukla Mariánské Lázně  – 10.  Lokomotíva Prievidza – 11.  VSS Košice – další 3 družstva sestup z 1. ligy:   12. Lokomotiva Karlovy Vary – 13.  Slavia VŠ Brno – 14. Slovan Bratislava

## Systém soutěže
Všech čtrnáct družstev odehrálo dvoukolově každý s každým (zápasy doma – venku), každé družstvo odehrálo 26 zápasů.

## Konečná tabulka 1961/1962
| Poř. | Tým                     | Z  | V  | P  | Skóre     | Body |
| ---- | ----------------------- | -- | -- | -- | --------- | ---- |
| 1.   | Spartak Brno ZJŠ "A"    | 26 | 23 | 3  | 1950:1574 | 49   |
| 2.   | Iskra Svit              | 26 | 22 | 4  | 1974:1615 | 48   |
| 3.   | Spartak Sokolovo Praha  | 26 | 21 | 5  | 2082:1622 | 47   |
| 4.   | Slovan Orbis Praha      | 26 | 20 | 6  | 1988:1682 | 46   |
| 5.   | Slavia VŠ Praha         | 26 | 19 | 7  | 1931:1707 | 45   |
| 6.   | NHKG Ostrava            | 26 | 16 | 10 | 1895:1783 | 42   |
| 7.   | Slávia VŠ Bratislava    | 26 | 11 | 15 | 1906:1787 | 41   |
| 8.   | Spartak Žižkov Praha    | 26 | 9  | 17 | 1708:1813 | 35   |
| 9.   | Dukla Mariánské Lázně   | 26 | 8  | 18 | 1670:1899 | 34   |
| 10.  | Lokomotíva Prievidza    | 26 | 8  | 18 | 1525:1777 | 34   |
| 11.  | VSS Košice              | 26 | 7  | 19 | 1629:1895 | 33   |
| 12.  | Lokomotiva Karlovy Vary | 26 | 5  | 21 | 1585:1893 | 31   |
| 13.  | Slavia VŠ Brno          | 26 | 4  | 22 | 1376:1908 | 30   |
| 14.  | Slovan ÚNV Bratislava   | 26 | 5  | 21 | 1565:1833 | 29   |

## Sestavy (hráči, trenéři) 1961/1962
- Spartak Brno ZJŠ: František Konvička, Zdeněk Konečný, Zdeněk Bobrovský,  Vladimír Pištělák, František Pokorný, Radoslav Sís, Milan Merkl, Vlk, Milota, Páleník, Vykydal, Hradílek, Žídek. Trenér Ivo Mrázek
- Iskra Svit: Boris Lukášik, Dušan Lukášik, Rudolf Vraniak, Ján Lehotzký, Karol Horniak, Zdeněk Setnička, Brychta, Imrich Kočík, Vass, Bahník. Trenér Pavel Antal
- Spartak Sokolovo Praha: Jiří Baumruk, Bohumil Tomášek, Vladimír Lodr, Milan Rojko, Miloš Pražák, Dušan Krásný, Jiří Šotola, Jiří Marek, Celestín Mrázek, Vladimír Mandel, Jindřich Hucl, Jiří Janoušek. Trenér Josef Ezr
- Slovan Orbis Praha: Jaroslav Tetiva, Jaroslav Šíp, Bohuslav Rylich, Zdeněk Rylich, Jiří Tetiva, Miroslav Škeřík,  Vladimír Janout, Michal Vavřík, Zdeněk Žižka, Zdeněk Skřivánek, Eminger. Trenér Václav Krása
- Slavia VŠ Praha: Jiří Šťastný, Karel Baroch, Jaroslav Křivý, Jiří Růžička, Jiří Ammer, Kraus, Kadeřábek, Janovský, Podlesný, Knop, Gjurič. Trenér Emil Velenský
- NHKG Ostrava:  Riegel, Jaroslav Chocholáč, Zdeněk Böhm, P. Böhm, Wrobel, Vlastimil Hrbáč, Hrnčiřík, Malota, Sehnal, Unger, Žižka, Kopecký, Hawiger, Krajč. Trenér S. Linke
- Slávia Bratislava: P. Rosival, Ďuriš, Koller, Klementis, Lezo, Rehák, Preisler, J. Kostka, Kadlčík, Lošonský, Matula, Blaškovič, P. Kostka, Srpoň. Trenér Eugen Horniak
- Spartak Tesla Žižkov Praha: Jindřich Kinský, Miloslav Kodl, Milan Voračka, Král, Suttner, Hrubý, Heger, Vaníček, Zdražil, Bartošek, Kraibich, Kučera. Trenér S. Pražák
- Dukla Mariánské Lázně: Horňanský, I. Rosival, Silvestr Vilímec, Jiří Blank, Petr Kapoun, Josef Rotter, Kurz, Hronek, Svoboda. Trenér Ludvík Luttna
- Lokomotíva Prievidza: Ňuchalík, Bielický, Ivan Chrenka, Lettrich, Lukáč, Pasovský, Štec, Vykysalý, Iljaško, Kmeť, Tänzer, Luerman, Belluš. Trenér Š. Košík
- VSS Košice: Sahlica, Kašper, Šosták, Brziak, Malárik, Pavlík, I. Rosíval, Bauernebl, Kurian. Trenér P. Andreánsky
- Lokomotiva Karlovy Vary: Čermák, Ransdorf, M. Žák, J. Žák, Hvorek, Ferus, Brabec, Suchý, Ružička, Schmiedhammer. Trenér …
- Slavia VŠ Brno: Procházka, Mašek, Polách, Vašica, Gregor, Novotný, Lubomír Kolář, Žák, Ivan Bobrovský. Trenér L. Polcar
- Slovan ÚNV Bratislava: Ján Hummel, Gabáni, Takáč, Žiak, Mikletič, Ištvánfy, Meszároš, Čuda, Hrašna, Steuer, Závodský, Dobrucký. Trenér L. Seitz

## Zajímavosti
- Iskra Svit v Poháru evropských mistrů 1961/62 odehrál 4 zápasy (2-2) a byl vyřazen ve čtvrtfinále od CSKA Moskva (57-55, 53-85).